# Улица Мичурина (Екатеринбург)
У́лица Мичу́рина (до 1930-х годов — Лугова́я улица) расположена в Центральном жилом районе Екатеринбурга между улицами Шарташской и Ткачей (вблизи входа в Центральный парк культуры и отдыха им. В. В. Маяковского). Протяжённость улицы с севера на юг составляет 2800 м. Своё современное название улица получила в честь естествоиспытателя И. В. Мичурина.

## История и достопримечательности
Улица отмечена в проектах города 1804 и 1810 годов. Первоначально она служила местом городского выгона, пастбищ, с чем и связано её историческое название — Луговая. К 1889 длина немощёной улицы составляла 1498 саженей (3196 м), насчитывалось 242 дома (наибольшее количество домов на одной улице в городе в то время) в основном отставных офицеров, солдат, мелких чиновников, мещан и крестьян — одноэтажные, деревянные, часто со службами, банями, погребами, конюшнями и т. п. В доме 49 располагался фото салон фотографа Стендера, в 